# Mina de diamantes Luó
A mina de diamantes Luó, ou simplesmente chamada de mina de Luó e Luó–SMCC, é uma mina de diamantes em operação desde 2005, sendo considerada uma das 10 maiores do mundo.
Situa-se no nordeste de Angola, nas proximidades da vila-comuna de Capaia, no território de Lucapa, a sul da província de Lunda Norte. A extensão da área de concessão é de 225 km². Luó está situada a cerca de 75 km de Lucapa, antiga capital da província de Lunda Norte, e a aproximadamente 80 km a norte da cidade de Saurimo, capital da província da Lunda Sul; dista ainda cerca de 1300 km de Luanda, a capital de Angola, onde se situa a sede da administrativa da Sociedade Mineira do Camachia-Camagico, a gestora da mina.

## Operação
A mina é operada e explorada pelo empreendimento conjunto Sociedade Mineira do Camachia-Camagico (Luó-SMCC), constituído pela Escom-Alrosa, que possui 45% do capital, e é administrado pela Escom Mining e a Alrosa. Os restantes da participação societária, 55%, é constituído por três empresas de capital angolano, sendo elas: Endiama, Hipergesta e Angodiam.

## Características gerais
A mina é acessível por estrada asfaltada ou por via aérea, quer via Saurimo, quer via Lucapa.
Os rios Chicapa, Luó, Lunhinga, Carambala, Cula e Camanguge podem ser considerados como os mais importantes da bacia hidrográfica da concessão. A bacia hidrográfica da concessão inclui rios importantes como Chicapa, Luó, e Lunhinga, que influenciam tanto a geologia quanto as operações de mineração, demandando cuidados ambientais especiais.
O clima da região é tropical, caracterizado por duas estações, a estação seca ou cacimbo de maio a agosto e a estação das chuvas de setembro a abril. As maiores chuvas acontecem em novembro, dezembro, março e abril. Temperatura média anual 22 ºC, temperatura máxima 35 ºC, temperatura mínima 12 ºC.

## Produção e Perspectivas para 2025
Apesar de dados públicos detalhados sobre a produção específica da mina Luó serem limitados, o setor diamantífero angolano como um todo segue em crescimento. De acordo com relatório da Endiama, estima-se que Angola alcance uma produção total na ordem de 15 milhões de quilates em 2025, refletindo o aumento da capacidade produtiva e a ampliação de investimentos em minas estratégicas (Endiama, Relatório de Mercado 2024).
O potencial inexplorado da concessão Luó, aliado à experiência técnica e investimentos crescentes, posiciona a mina como um ativo fundamental para a indústria nacional e para o mercado global de diamantes.

## A geologia do Luó
A área diamantífera do nordeste de Angola está situada geograficamente entre os paralelos 7° 10' e 9° 00' sul, e entre os meridianos 20° 00' e 21° 50' este.
A região enquadra-se na orla meridional da bacia do Congo, representando o seu prolongamento geomorfológico natural em território angolano.
A concessão está localizada na parte central do planalto da Lunda, onde as rochas do escudo cristalino afloram somente nos vales dos rios e o resto do território está coberto por rochas da capa sedimentar.
Ao longo dos vales dos rios Luachimo e Chicapa, encontram-se grupos muito importantes de quimberlitos, dele fazendo parte as formações que encontramos na área de concessão da Luó, nomeadamente a chaminé Camachia, que se localiza junto à confluência dos rios Chicapa e Luó, e e a chaminé Camagico que se localiza um pouco a sul do rio Luó.
A chaminé Camachia foi descoberta no início dos anos 60, situa-se no fundo do vale do rio Chicapa e sofre directamente os efeitos da erosão pelo seu curso. Cerca de 50% da área do corpo mineralizado está coberto por sedimentos aluviais de pouca espessura, e o restante por areias do tipo Calaári. As rochas encaixantes da chaminé são do tipo migmatito-gnáissicas do arqueano inferior e as rochas vulcanogêneo-sedimentares da cratera encontram-se substancialmente erodidas, a espessura mantida pelas rochas da cratera é da ordem dos 100 m.
A chaminé Camachia tem forma mais ou menos circular, com um diâmetro de cerca de 650 metros e cerca de 30 hectares, sendo a sua morfologia composta por rochas de duas fácies genéticas principais, a hipabissal-eruptiva e a crateral, representada a primeira por quimberlitos porfíricos intrusivos e brechas quimberlíticas autolíticas explosivas e as segundas por formações sedimentares de origem vulcânica com inclusões de material quimberlítico, compostos por tufitos, argilas tufáceas, tufos diversos, conglomerados tufísticos, brechas tufáceas e depósitos sedimentares de granulação diversa.
Na chaminé Camagico foram efectuados alguns estudos preliminares, o quimberlito é de forma lenticular com aproximadamente 1000 metros de comprimento para nordeste por 400 metros de largura. Prevê-se a ocorrência de quimberlito porfírico à profundidade de 100 metros com reservas de aproximadamente 1,5 milhões de metros cúbicos de minério e cerca de 2,4 milhões de quilates de diamantes.
Foram identificados na área de concessão da Luó os quimberlitos Lunhinga I, Lunhinga II, Carambala, Samuchito e Cula.
No que concerne à prospecção, apenas 30% do território concedido está em condições de ser prospectado. Todos os trabalhos realizados até 1975 foram baseados em testes feitos com sedimentos de territórios em boas condições para prospecção, assim teoricamente 70% do território concedido ainda não foi prospectado na sua totalidade para a detecção de novos quimberlitos.
Em 1997, foi efectuado um levantamento aeromagnético de uma área de 323 km² à escala 1:25000, cujos mapas sobre gradiente magnético encontram-se no arquivo da Luó-SMCC. Esta informação poderá ser usada para detectar as anomalias que, com posterior sondagem, poderão levar à descoberta de novos quimberlitos.
Em 2003, a Luó-SMCC efectuou trabalhos de campo de prospecção magnética à escala 1:10000 e 1:5000 numa área total de 16,9 km². Nesta amostra foram detectados 13 anomalias magnéticas com perspectivas de se descobrirem novos quimberlitos. Tendo em conta que o levantamento efectuado cobriu apenas 7,5% do território, podemos inferir da existência de cerca de 100 anomalias magnéticas na área, com perspectivas de se descobrirem quimberlitos.